# Levany
Levany jsou polysacharidy vyskytující se u řady mikroorganismů a v některých rostlinách, například v travách. Jedná se o tzv. homopolysacharidy, tedy polysacharidy, jejichž řetězec se skládá z opakujících se jednotek stejného monosacharidu, v tomto případě fruktózy. V případě zkrmování těchto trav působí přirozenou změnu organoleptických vlastností, která se projevuje sladší chutí. U mikroorganismů tvoří složku extracelulární matrix a pravděpodobně napomáhá tvorbě biofilmů.